# Морган Ли
Морган Ли (англ. Morgan Lee, род. 26 марта 1993 г., Иллинойс) — американская порноактриса, лауреатка премии NightMoves Award.

## Личная жизнь
Родилась 26 марта 1993 года в Иллинойсе. Выросла в строгой христианской семье. Утверждает, что в подростковом возрасте не интересовалась порнографией, и до сих пор открывает для себя вещи, которые не могла бы сделать раньше.
В 2015 году стала жертвой бытового насилия, когда её бойфренд, певец Кловер, был арестован за то, что избил её, а также по обвинению в хранении кокаина.

## Карьера
Дебютировала в порноиндустрии в 2014 году, в 21 год.
В 2015 году победила на NightMoves Award в номинации «лучшая новая старлетка». В 2016 году была представлена на премии XBIZ Award, а также на премии AVN Awards в двух номинациях, и в 2017 году вновь на AVN Awards также в двух номинациях.
На 2018 год снялась в 158 фильмах.

## Премии и номинации
| Год  | Церемония        | Результат | Номинация                                        | Работа                  |
| ---- | ---------------- | --------- | ------------------------------------------------ | ----------------------- |
| 2015 | NightMoves Award | Победа    | Лучшая новая старлетка (выбор редакции)          |                         |
| 2016 | AVN Awards       | Номинация | Лучшая новая старлетка                           | н/д                     |
| 2016 | AVN Awards       | Номинация | Приз зрительских симпатий: самый горячий новичок | н/д                     |
| 2016 | XBIZ Award       | Номинация | Лучшая новая старлетка                           | н/д                     |
| 2017 | AVN Awards       | Номинация | Лучшая групповая лесбийская сцена                | Ghostbusters XXX Parody |
| 2017 | AVN Awards       | Номинация | Лучшая оральная сцена                            | Facialized 3            |